# Phanee de Pool
Phanee de Pool, bürgerlich Fanny Diercksen (* 2. Januar 1989 in Biel), ist eine Schweizer Musikerin.

## Werdegang
Nach abgebrochener Ausbildung an der Jazzschule in Lausanne und sechs Jahren Dienst als Polizistin hat Fanny Diercksen die Grundlage für ihre Karriere als Phanee de Pool gelegt, indem sie am 11. September 2016 ein erstes Stück komponiert und im Internet veröffentlicht hat; Luis Mariano. Als schon nach einigen Stunden über tausend Nutzer das Video angeschaut hatten, wusste Phanee de Pool, dass sie den Dienst quittieren wird und an ihrem ersten Album arbeiten will. Alleine in ihrer Küche mit Klavier, Synthesizer, Looper und Gitarre und ihrer Stimme begann sie zu komponieren.
Phanee de Pool bezeichnet ihren Stil als Slap – eine Mischung aus Slam und Rap. Auf der Bühne tritt sie alleine mit Looper, Guitarre und Klavier auf.
Während der Arbeiten an ihrem ersten Album hatte Phanee de Pool ihren ersten Konzertauftritt am Wettbewerb Médaille d’or de la chanson 2017 in Saignelégier und gewann dort den Publikumspreis. Im August des gleichen Jahres folgte ein Auftritt am Festival Rock Oz’Arènes. Schon vor der Veröffentlichung ihres ersten Albums wurden in den Schweizer Medien Stücke gespielt. So kamen verschiedene Titel aus ihrem ersten Album Hologramme auf die Playlist von Couleur 3, La 1re, SRF3, SRF1, Canal3, RTN, RFJ, RJB, RFR, Radio Cité und 7radio. Im November und Dezember 2017 folgte der internationale Durchbruch mit der Wahrnehmung von Phanee de Pool als „découverte“ in den öffentlich-rechtlichen Medien von Frankreich, Belgien und Kanada.
Im März 2018 hat sie die Schweiz auf der Tournee für frankophone Musik – Mars en folie – in Südkorea vertreten.
Während der Quarantänemassnahmen zur Bekämpfung des neuen Coronavirus Sars-CoV-2 hat Phanee de Pool täglich um 17.30 auf Instagram ein Live-Programm ausgestrahlt. In diesen „Poolpéro confinatoire“ hat sie befreundeten Künstlern eine Plattform geboten und so auf die schwierige Situation des Auftrittsverbotes aufmerksam gemacht.

## Privates
Phanee de Pool verbrachte ihre Kindheit in Bévilard im Berner Jura. Ihre Mutter ist Konzertpianistin und ihr Vater Produzent für Radio sowie Kulturanlässe. Beide Elternteile begleiten die Musikkarriere von Phanee de Pool aktiv. Aktuell lebt Phanee de Pool in Tavannes.

## Diskografie
Das Debütalbum Hologramme war bei der Veröffentlichung auf dem 13. Platz der Verkäufe in der Romandie Suisse romande.

## Auszeichnungen und Ehrungen
- 2018 – Nominierung als « best female solo act » bei den Swiss Music Awards
- 2018 – Preis « Coup de cœur » der Académie Charles-Cros
- 2018 – 100 wichtigste Persönlichkeiten der Romandie
- 2017 – Bühnenpreis und Publikumspreis Médaille d’or de la chanson
- 2017 – Kulturpreis der Gemeinde Tavannes